# لیکوآلا اسپینوزا
لیکوآلا اسپینوزا(نام علمی: Licuala spinosa) نام یک گونه از تیره نخل است.